# Heman
Heman (hebr. הימן) – postać biblijna, jeden z czterech mężczyzn odznaczających się mądrością, których jednak przewyższał król Salomon (1 Krl 5,11). Według 1 Krn 2,3-6 Heman był potomkiem Judy poprzez Zeracha. W nagłówku Psalmu 88 nazwano go Ezrachitą (Pieśń pouczająca. Hemana Ezrachity - Ps 88,1).